# Юн Чхи Хо
Юн Чхи Хо (кор. 윤치호?, 尹致昊?; 26 декабря 1864, Асан, Чхунчхондо, Корея — 9 декабря 1945, Кэсон, Южная Корея, японское имя — Ито Тико, 伊東致昊) — корейский политик, активист движения за независимость Кореи. Его племянник Юн Бо Сон стал президентом Республики Кореи в 1960 году.

## Биография
Юн Чхи Хо родился в 1864 году в уезде Асан, провинция Чхунчхондо. Окончил Университет Вандербильта, Теннесси, США, а степень доктора права получил в Университете Эмори, Джорджия.
Занимал ряд государственных постов в правительстве Корейской империи, в том числе в 1904 году — министра иностранных дел. Когда в 1910 году Корея была аннексирована Японской империей, Юн Чхи Хо присоединился к движению за независимость. Он был одним из самых крупных активистов этого движения. В 1913 году за антияпонскую деятельность был арестован и заключён в тюрьму.
В 1915 году Юн Чхи Хо был освобождён из тюрьмы и перешёл на прояпонские позиции. Получил титул барона, работал в аппарате генерал-губернатора Кореи. Переехал в Японию. В 1945 году избран в Палату советников[уточнить] Японской империи. После Второй Мировой войны вернулся в Корею.
Умер 9 декабря 1945 года в городе Кэсон. Существует версия, что он покончил жизнь самоубийством, но доказательства этого отсутствуют.